# ضيفد أشعر
ضيفد أشعر (الاسم العلمي:Dyschoriste pilifera) هو نوع من النباتات يتبع جنس الضيفد من الفصيلة الأقنتية.